# Олом-Кюёле
Олом-Кюёле, Олом (до 4 марта 2009) (якут.  ) — село в Амгинском улусе Якутии России. Входит в состав Эмисского наслега. Большинство жителей якуты.
Население 6 чел. (2021) .

## География
Село расположено на юго-востоке Центральной Якутии, в местности, богатой озёрами. Расстояние до улусного центра — села Амга — 100 км, до центра наслега — c.  Эмиссы — 26 км.
Улица одна — ул. Нахаринская.

## История
Постановлением Палаты Республики Государственного Собрания (Ил Тумэн) Республики Саха (Якутия) от 4 марта 1999 года ПР № 102-II с. Олом Эмисского наслега (сельского округа) Амгинского улуса (района) переименовано в с. Олом-Кюёле.
Согласно Закону Республики Саха (Якутия) от 30 ноября 2004 года N 173-З N 353-III село вошло в образованное муниципальное образование Эмисский наслег.

## Население
| 2002 | 2010 | 2021 |
| ---- | ---- | ---- |
| 9    | ↗13  | ↘6   |

Гендерный состав
По данным Всероссийской переписи населения 2010 года в гендерной структуре населения из 13 человек мужчин — 9, женщин — 4 (69,2 и 30,8 % соответственно).
Национальный состав
Согласно результатам переписи 2002 года, в национальной структуре населения якуты составляли 78 % от общей численности населения в 9 чел..

## Инфраструктура
Животноводство (мясо-молочное скотоводство, мясное табунное коневодство)

## Транспорт
Зимник